# Ульяновка (деревня, Ленинградская область)
Ульяновка — упразднённая деревня в Тосненском районе Ленинградской области России. Находилась на территории современного Лисинского сельского поселения.

## География
Ульяновка была расположена в северо-западной части района, к югу от центра сельсовета Большое Лисино.

## История
В XIX веке деревня находилась в составе прихода Лиисиля Евангелическо-лютеранской церкви Ингрии.
С марта 1917 по январь 1923 — в Больше-Лисинском сельсовете Лисинской волости Детскосельского уезда, с февраля 1923 по июль 1927 — в Больше-Лисинском сельсовете Лисинской волости Гатчинского уезда, с августа 1927 по 30 июня 1930 — в Больше-Лисинском сельсовете Колпинского района Ленинградского округа, с июля 1930 по декабрь 1944 — в Больше-Лисинском сельсовете Тосненского района.
По данным 1933 года деревня Ульяновка  входила в состав Больше-Лисинского сельсовета Тосненского района.
С сентября 1941 по декабрь 1943 деревня была в оккупации во время Великой Отечественной войны. Как и соседнее Большое Лисино, уничтожена фашистами и после войны не восстановлена.
Тем не менее деревня была включена в состав Большелисинского избирательного участка № 112/809 перед выборами в Совет Союза и Совет Национальностей ВС СССР 1958 года.

## Население
В 1848 году — 42 человека